# 장국영
장국영(중국어 정체자: 張國榮, 간체자: 张国荣, 병음: Zhāng Guóróng 장궈룽[*], 광둥어: Zoeng Gwok wing 정궉윙, 영어: Leslie Cheung 레슬리 청[*], 1956년 9월 12일~2003년 4월 1일)은 홍콩의 배우이자 가수이다.
영국 북부의 리즈 대학교에서 섬유직물관리학(textile management)을 공부했으나 알콜중독으로 인한 아버지의 건강 악화로 중퇴 후 홍콩으로 돌아왔다. 홍콩으로 귀국한 후 아시아 가요제에 참가하여 〈AMERICAN PIE〉를 불러 2위로 입상하며 데뷔했다.
1980년대와 1990년대 홍콩 느와르를 대표하는 배우로 손꼽히며, 아시아권을 넘어 전 세계에서 폭넒은 인기를 얻은 배우였다. 대표작으로는 《영웅본색》, 《패왕별희》, 《아비정전》, 《해피 투게더》, 《천녀유혼》, 《종횡사해》, 《이도공간》 등이 있으며 가수로서도 《영웅본색》의 주제가인 〈당년정〉과 1995년 발매한 싱글 앨범 〈Thousand Dreams of You〉 등의 히트곡을 보유하고 있다. 대한민국에서는 《영웅본색》의 흥행으로 주목받기 시작했으며 주윤발, 성룡, 양조위, 장학우, 유덕화, 매염방, 장만옥 등과 함께 폭발적인 인기를 누렸다. 한국에서의 인기 때문에 장국영은 1977년, 1989년, 1995년, 1998년, 1999년, 2002년 총 6차례 방한하였다.
계속해서 가수와 배우로 활발히 활동하고 있던 장국영은 2003년 4월 1일, 우울증으로 자신이 묵고 있던 홍콩 만다린 오리엔탈 호텔 24층 객실에서 투신하여 향년 46세의 나이로 세상을 떠났다.

## 연기 활동
1970년대에 홍콩 RTV (現 ATV/亞洲電視)에 가입하여, 《악어루(鰐魚淚)》, 《완화세검록(浣花洗劍錄)》, 《정인전 (情人箭)》 등에 출연했지만 평가는 전무했다. 그러다가 《영웅본색》, 《패왕별희》 등으로 아시아권을 넘어 세계적으로 이름을 알렸다. 한국에서도 주윤발과 함께 출연한 《영웅본색》이 엄청난 인기를 끌면서 이름을 알리기 시작했다.

### 출연 작품
| 연도 | 제목 (원제)                                                        |
| ---- | ------------------------------------------------------------------ |
| 1977 | 《홍루춘상춘》(紅樓春上春)                                         |
| 1977 | 《구교구골》(狗咬狗骨)                                             |
| 1980 | 《갈채》(喝采)                                                     |
| 1981 | 《실업생》(失業生)                                                 |
| 1982 | 《레몬콜라》(檸檬可樂)                                             |
| 1982 | 《영웅문》(楊過與小龍女)                                           |
| 1982 | 《충격21》(衝激21)                                                 |
| 1982 | 《열화청춘》(烈火青春)                                             |
| 1983 | 《첫사랑》(第一次)                                                 |
| 1983 | 《고수》(鼓手)                                                     |
| 1984 | 《성탄쾌락》(聖誕快樂)                                             |
| 1984 | 《샌드위치》(三文治)                                               |
| 1984 | 《연분》(緣份)                                                     |
| 1985 | 《용봉지다성》(龍鳳智多星)                                         |
| 1985 | 《위니종정》(爲你鍾情)                                             |
| 1985 | 《구애반투성》(求愛反斗星)                                         |
| 1986 | 《영웅본색》(英雄本色)                                             |
| 1986 | 《우연》(偶然)                                                     |
| 1987 | 《영웅본색 2》(英雄本色續集)                                       |
| 1987 | 《천녀유혼》(倩女幽魂)                                             |
| 1988 | 《연지구》(胭脂扣)                                                 |
| 1988 | 《살지연》(殺之戀)                                                 |
| 1989 | 《신 최가박당》(新最佳拍檔)                                        |
| 1990 | 《천녀유혼2》(倩女幽魂II人間道)                                    |
| 1990 | 《아비정전》(阿飛正傳)                                             |
| 1991 | 《종횡사해》(縱橫四海)                                             |
| 1991 | 《호문야연》(豪門夜宴)                                             |
| 1992 | 《가유희사》(家有囍事)                                             |
| 1992 | 《시티 보이즈》(藍江傳之反飛組風雲)                                |
| 1993 | 《동성서취》(射鵰英雄傳之東成西就)                                 |
| 1993 | 《패왕별희》(霸王別姬)                                             |
| 1993 | 《백발마녀전》(白髮魔女傳)                                         |
| 1993 | 《백발마녀전 2》(白髮魔女2) - 탁일항                               |
| 1993 | 《화전희사》(花田囍事)                                             |
| 1994 | 《금수전정》(錦繡前程)                                             |
| 1994 | 《동사서독》(東邪西毒)                                             |
| 1994 | 《금지옥엽》(金枝玉葉)                                             |
| 1994 | 《대부지가》(大富之家)                                             |
| 1994 | 《기득향초성숙시 2 - 초련정인》(記得香蕉成熟時II初戀情人)          |
| 1994 | 《첩영추흉》(疊影追兇)                                             |
| 1995 | 《금옥만당》(金玉滿堂)                                             |
| 1995 | 《야반가성》(夜半歌聲) - 송단평 역                                 |
| 1996 | 《신상해탄》(新上海灘) - 허문강                                    |
| 1996 | 《색정남녀》(色情男女) - 아영                                      |
| 1996 | 《금지옥엽2》(金枝玉葉2) - 샘                                      |
| 1996 | 《대삼원》(大三元) - 홍중                                          |
| 1996 | 《풍월》(風月) - 충량                                              |
| 1997 | 《가유희사》(97家有囍事) - 카메오                                  |
| 1997 | 《해피 투게더》(春光乍洩) - 보영                                   |
| 1998 | 《타임 투 리멤버》(紅色戀人) - 진                                  |
| 1998 | 《구성보희》(九星報喜)                                             |
| 1998 | 《친니친니》(安娜瑪德蓮娜) - 편집장 (카메오)                       |
| 1998 | 《넉 오프》(Knock Off)                                             |
| 1999 | 《유성어》(流星語) - 이조락                                        |
| 1999 | 《성월동화》(星月童話) - 타츠야 / 가보                             |
| 1999 | 《부에노스아이레스 제로디그리》(攝氏零度 - 春光再現) - 보영 / 본인 |
| 2000 | 《오키나와 랑데뷰》(戀戰沖繩)                                      |
| 2000 | 《스피드 4초》(鎗王)                                               |
| 2000 | 《성월동화 2 - 연정충승》(戀戰沖繩)                                |
| 2002 | 《이도공간》(異度空間) - 짐                                        |
| 2002 | 《연비연멸》(煙飛煙滅)                                             |
| 2008 | 《동사서독 리덕스》(Ashes Of Time Redux) - 구양봉                  |

## 가수 활동
1976년 홍콩 ATV의 Asian Music Contest에서 2등상을 수상. 가수 활동으로 슈퍼스타가 된 후 TV 브라운관으로 시작해서 영화와 가요계를 넘나들어 활동했다. 그러다 1990년 고별콘서트를 끝으로 가수 생활을 은퇴하고 캐나다에서 1년간 휴식 후 귀국하여 영화배우 활동에만 전념하였다. 그 후로 영화속 O.S.T.제작 등에 한하여 음악활동을 해오다 1995년 앨범 총애 (寵愛)를 발매함으로 다시 가수로 재개, 2000년까지 중화인민공화국, 일본, 싱가포르, 말레이시아 등 여러 아시아 지역에서 콘서트를 개최했다. 그 후 음악 작업보다는 영화 활동에 전념하고 싶어 정기적인 앨범 활동은 중단하였다.
다음은 그의 앨범목록이다.

### 정규 음반과 EP
| 연도 | 제목                   | 영문 제목                                | 레이블          | 언어               |
| ---- | ---------------------- | ---------------------------------------- | --------------- | ------------------ |
| 1977 | I Like Dreamin'        | I Like Dreamin' / Do You Wanna Make Love | Polydor         | 영어               |
| 1977 | Day Dreamin'           | Day Dreamin'                             | Polydor         | 영어               |
| 1979 | 情人箭                 | Lover's Arrow                            | Polydor         | 광둥어             |
| 1983 | 風繼續吹               | Wind Blows On                            | Capital Artists | 광둥어             |
| 1983 | 一片痴                 | Craziness                                | Capital Artists | 광둥어             |
| 1984 | 張國榮 Leslie (Monica) | Monica                                   | Capital Artists | 광둥어             |
| 1985 | 為你鍾情               | For Your Heart Only                      | Capital Artists | 광둥어             |
| 1985 | 夏日精選 – 全賴有你    | Summer Best Collection - Depends on You  | Capital Artists | 광둥어             |
| 1986 | Stand Up               | Stand Up                                 | Capital Artists | 광둥어             |
| 1986 | 張國榮 (當年情)        | Past Love                                | Capital Artists | 광둥어             |
| 1986 | 愛慕                   | Admiration                               | Capital Artists | 표준 중국어        |
| 1987 | Summer Romance         | Summer Romance                           | Cinepoly        | 광둥어             |
| 1988 | Virgin Snow            | Virgin Snow                              | Cinepoly        | 광둥어             |
| 1988 | Hot Summer             | Hot Summer                               | Cinepoly        | 광둥어             |
| 1989 | 拒絕再玩               | Refuse to Play                           | Cinepoly        | 표준 중국어        |
| 1989 | Leslie 張國榮 (側面)   | Leslie '89                               | Cinepoly        | 광둥어             |
| 1989 | 兜風心情               | Riding Mood                              | Cinepoly        | 표준 중국어        |
| 1989 | Salute                 | Salute                                   | Cinepoly        | 광둥어             |
| 1989 | Final Encounter        | Final Encounter                          | Cinepoly        | 광둥어             |
| 1990 | Dreaming 新曲+精選     | Dreaming                                 | Cinepoly        | 광둥어             |
| 1995 | 寵愛                   | Fondness                                 | Rock Records    | 광둥어/표준 중국어 |
| 1996 | 紅                     | Red                                      | Rock Records    | 광둥어             |
| 1998 | 這些年來               | All These Years                          | Rock Records    | 광둥어             |
| 1998 | Printemps              | Printemps                                | Rock Records    | 표준 중국어        |
| 1999 | 陪你倒數               | Countdown With You                       | Universal       | 광둥어             |
| 2000 | Untitled               | Untitled EP                              | Universal       | 광둥어             |
| 2000 | 大熱                   | Big Heat                                 | Universal       | 광둥어             |
| 2001 | Forever 新曲+精選      | Forever                                  | Universal       | 광둥어             |
| 2002 | Crossover              | Crossover                                | Universal       | 광둥어             |
| 2003 | 一切隨風               | Everything Follows the Wind              | Universal       | 광둥어             |
| 2004 | 鍾情張國榮             | Leslie Beloved                           | Universal       | 광둥어             |

### 라이브 음반
| 연도 | 제목                 | 영문 제목                        | 레이블       | 언어   |
| ---- | -------------------- | -------------------------------- | ------------ | ------ |
| 1988 | 張國榮88演唱會       | Leslie Cheung in Concert 88      | Cinepoly     | 광둥어 |
| 1990 | 張國榮告別樂壇演唱會 | Final Encounter of The Legend    | Cinepoly     | 광둥어 |
| 1997 | 張國榮跨越97演唱會   | Leslie Cheung Live in Concert 97 | Rock Records | 광둥어 |
| 2000 | 張國榮熱情演唱會     | Leslie Cheung Passion Tour       | Universal    | 광둥어 |

### 컴필레이션 음반
| 연도 | 제목                      | 영문 제목                              | 레이블          | 언어               |
| ---- | ------------------------- | -------------------------------------- | --------------- | ------------------ |
| 1987 | 情難再續情歌集            | Love Song Compilation                  | Capital Artists | 광둥어             |
| 1988 | 張國榮勁歌集              | Fast Song Compilation                  | Capital Artists | 광둥어             |
| 1991 | 張國榮懷念經典            | Leslie Cheung Classics                 | Cinepoly        | 광둥어             |
| 1991 | Final Collection          | Final Collection                       | Cinepoly        | 광둥어             |
| 1992 | 張國榮經典金曲精選        | Ultimate                               | Cinepoly        | 광둥어             |
| 1992 | 張國榮浪漫                | Leslie Cheung Romance                  | Cinepoly        | 광둥어             |
| 1992 | 張國榮英雄本色            | Leslie Cheung A Better Tomorrow        | Cinepoly        | 표준 중국어        |
| 1994 | 狂戀—國語經典             | Crazy Love-Mandarin Classics           | Cinepoly        | 표준 중국어        |
| 1994 | 狂戀—粵語經典             | Crazy Love-Cantonese Classics          | Cinepoly        | 광둥어             |
| 1995 | 常在心頭                  | Always On My Mind                      | Cinepoly        | 광둥어             |
| 1995 | 張國榮Leslie 17首至尊精選 | Leslie 17 Best Collections             | Cinepoly        | 광둥어             |
| 1996 | 所有                      | Everything                             | Cinepoly        | 광둥어             |
| 1997 | 哥哥的前半生              | Gor Gor's First Half                   | Capital Artists | 광둥어             |
| 1998 | 光榮歲月                  | Days of Glory                          | Capital Artists | 광둥어             |
| 1999 | 精精精選                  | Finest Selections                      | Capital Artists | 광둥어             |
| 2000 | 永遠張國榮                | Forever Leslie Cheung                  | Rock Records    | 광둥어/표준 중국어 |
| 2000 | The Best of Leslie Cheung | The Best of Leslie Cheung              | Rock Records    | 광둥어/표준 중국어 |
| 2001 | 哥哥情歌                  | Gor Gor Love Songs                     | Capital Artists | 광둥어             |
| 2001 | Dear Leslie               | Dear Leslie                            | Capital Artists | 광둥어             |
| 2001 | 張國榮好精選 + Music Box  | Leslie Cheung Classics + Music Box     | Cinepoly        | 광둥어             |
| 2002 | 愛上原味張國榮            | Loving Original Leslie Cheung          | Rock Records    | 광둥어/표준 중국어 |
| 2003 | 摯愛張國榮 (1995-2003)    | Leslie Cheung Endless Love (1995-2003) | Rock Records    | 광둥어/표준 중국어 |
| 2004 | History.His-Story         | History.His-Story                      | Capital Artists | 광둥어             |
| 2009 | 最熱                      | The Hottest                            | Universal       | 광둥어             |
| 2009 | 最紅                      | The Most Popular                       | Universal       | 광둥어             |
| 2011 | Leslie Four Seasons       | Leslie Four Seasons                    | Universal       | 광둥어             |

### 리믹스 음반
| 연도 | 제목                                    | 영문 제목                               | 레이블   | 언어   |
| ---- | --------------------------------------- | --------------------------------------- | -------- | ------ |
| 1987 | Dance Remix '87                         | Dance Remix '87                         | Cinepoly | 광둥어 |
| 1988 | Leslie Remix 行動                       | Leslie Remix Action                     | Cinepoly | 광둥어 |
| 1990 | Leslie '90 New Mix plus Hits Collection | Leslie '90 New Mix plus Hits Collection | Cinepoly | 광둥어 |
| 1991 | Miss You Mix                            | Miss You Mix                            | Cinepoly | 광둥어 |

### 한정 발매
| 연도 | 제목                      | 영문 제목                 | 레이블       | 언어                    | 비고                 |
| ---- | ------------------------- | ------------------------- | ------------ | ----------------------- | -------------------- |
| 1989 | To You                    | To You                    | Cinepoly     | 광둥어/표준 중국어      | 대한민국 한정 앨범   |
| 1995 | 當真就好                  | Take it For Granted       | Rock Records | 표준 중국어             | 일본 한정 싱글       |
| 1996 | 有心人                    | A Man of Intention        | Rock Records | 광둥어                  | 일본 한정 싱글       |
| 1997 | Double Fantasy            | Double Fantasy            | Rock Records | 광둥어/표준 중국어/영어 | 일본 한정 앨범       |
| 1998 | Everybody                 | Everybody                 | Rock Records | 표준 중국어             | 일본 한정 싱글       |
| 1998 | Gift                      | Gift                      | Rock Records | 표준 중국어             | 일본 한정 앨범       |
| 1999 | The Best of Leslie Cheung | The Best of Leslie Cheung | Rock Records | 광둥어/표준 중국어      | 일본 한정 컴필레이션 |
| 2000 | 大熱 + Untitled           | Big Heat + Untitled       | Universal    | 광둥어                  | 일본 한정 앨범       |

## 개인사
《타임》지와의 인터뷰에서 양성애자라고 커밍아웃했다. 22세 쯤에 여배우 모순균과 교제했었으며, 1981년 영화 Agency 24를 촬영하면서 만난 여배우 예시배(倪詩蓓)와도 2년 동안 교제한 바 있다
1997년 콘서트에서 남자 애인이자 무명 시절 그의 매니지먼트를 담당했던 당학덕와 함께 나타났으며, 당학덕은 장국영이 사망할 때까지 꾸준히 그를 방문하며 관계를 지속했다. 당학덕은 장국영이 죽은 이후 장국영의 화장한 유골을 직접 인계하였으며 장국영과 단 둘이 살던 집에서 홀로 거주하다가 2011년 초 장국영과 자신이 키우던 개가 죽은 이후 그 집을 매각했다.
홍콩의 성상납 X파일이 터졌을 때 당시 2000년대 초기에 장국영이 알 수 없는 이유로 자살했다. 이때 유명 연예인들이 정치인, 재벌가 등 사회의 돈권력이 많은 유력 인사들에게 몸을 팔았는데 이를 폭로하려고 하다가 정계 일부에서 사람들을 써서 장국영을 타살한 것이 아니냐는 추측이 있었다. 하지만 죽은 자는 말이 없었다.

## 사망
2003년 4월 1일 홍콩 만다린 오리엔탈 호텔 24층에서 투신 자살로 생을 마감했다. 장국영이 투신한 이후 홍콩에서만 그의 팬 9명이 투신자살을 시도했고 이 중 6명이 사망했다. 4월 5일 열린 추도식에는 많은 팬들이 SARS의 위험에도 불구하고 세계 곳곳에서 홍콩으로 찾아와 화제가 되기도 했다. 영웅본색에 함께 출연했던 주윤발, 성룡, 유덕화, 매염방, 이연걸 등 동료 배우들 역시 장례식에 참석해 그의 죽음을 기렸다. 공교롭게도 장국영이 사망한 4월 1일은 만우절이었고 많은 사람들이 언론사들의 만우절 거짓말 이벤트라고 의심하기도 하였다. 장국영의 시신은 화장되어 위패는 홍콩 근교에 위치한 보선사에 안치되었고, 유골은 연인이었던 당학덕이 직접 인계하였다.
2004년 홍콩 문화의 거리에 그의 핸드프린팅 석판이 설치되었으나, 설치 전 사망했기에 빈 석판으로 설치되었다. 사망 2년 후인 2005년 중국영화 100주년 기념 가장 사랑받는 남자배우 1위로 선정되었고, 2013년 10주기 추모식 때는 홍콩 IFC 몰에 장국영의 대형 추모 석판이 설치되었다. 매년 4월 1일이 되면 장국영의 팬들은 장국영이 생을 마감한 만다린 오리엔탈 호텔 앞에 모여 추모식을 진행하고 있다.

### 자살 관련 논란

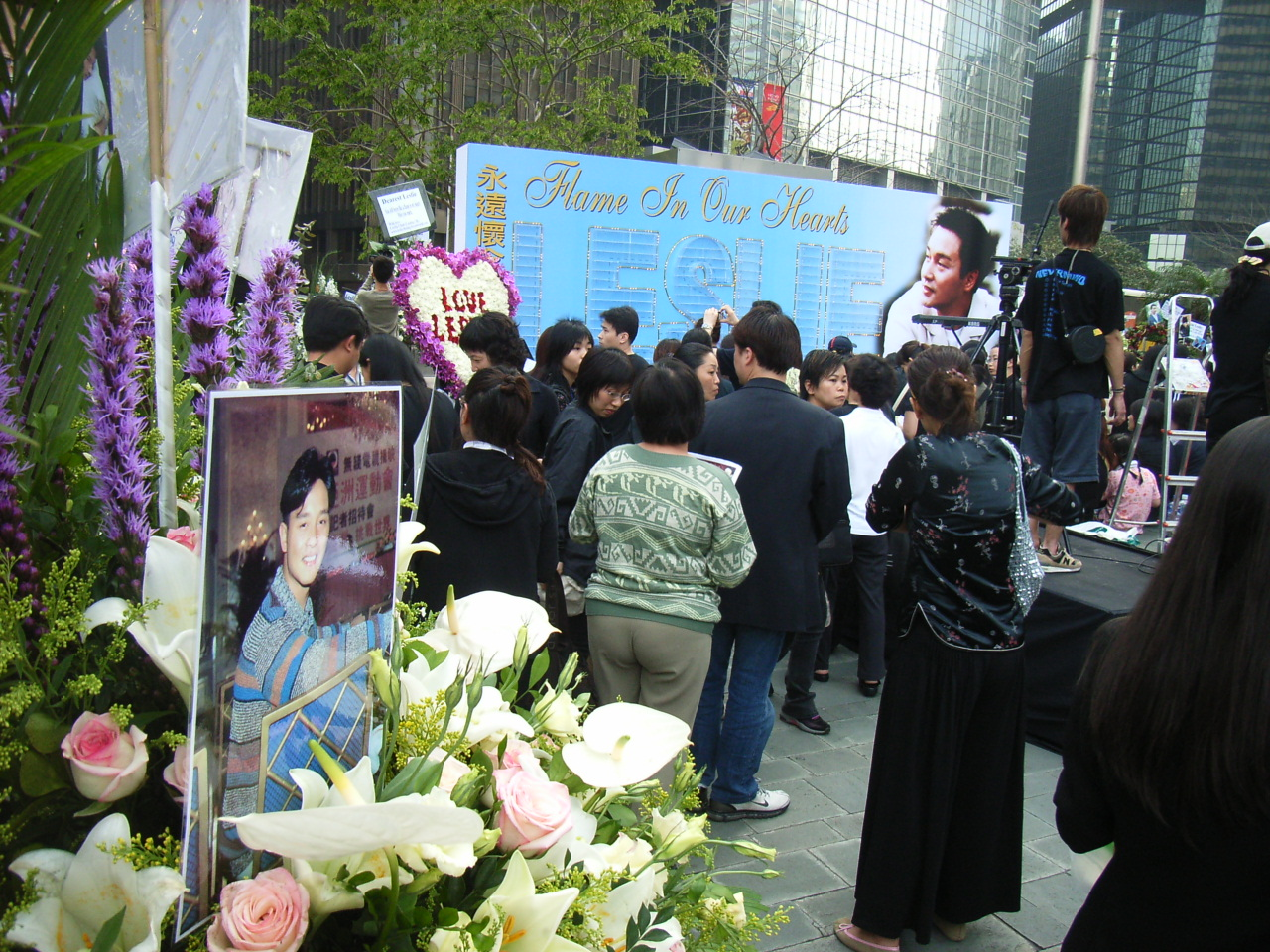
2006년 열린 장국영의 3주기 추도식

홍콩 경찰은 장국영이 24층에서 투신하여 자살하였다고 밝혔는데 여러 가지 부분에서 논란이 있으며 가장 유력한 용의자로 장국영의 전 재산 460억을 상속받은 애인 당학덕(탕허더, 통혹딱)이 지목된다.
- 사망 시각 - 병원측은 장국영이 '병원으로 이송 도중 사망'했다고 밝혔는데, 24층에서 투신했다면 무조건 즉사했을 것이라는 의료진들의 주장이 제기되었다.
- 빌딩의 형태 - 호텔 건물은 아랫층으로 갈수록 넓어지는 형태이다. 이 때문에 장국영이 투신 하였다면 중간층에 떨어지거나, 중간층에 부딪히고 추락하게 될 것이라 추정되는데, 그러한 흔적이 없다는 의문이 제기되었다.
- 자살 직전 통화 내역 - 장국영은 자살 10분 전 주차장에서 지인과 통화를 했는데 이 이야기가 맞으려면 장국영은 주차장에서 24층까지 전속력으로 뛰어 올라가 투신해야 한다.
- 경찰의 유서 비공개 - 수사를 담당했던 경찰은 이유도 밝히지 않은 채 유서를 공개하지 않았다. 또한 유서에 '전재산을 탕허더에게 상속한다'라고 써있었던 부분이 공개되지 않아 논란이다.
- 정상적인 스케줄 - 자살 당일 지인들과 식사를 했으며, 팬미팅 등 모든 스케줄을 무리 없이 소화했으며 평소와 다른점이 없었다고 한다.
- 시신의 사진과 쏟아진 피의 양 - 장국영의 시신이 수습되는 사진이 공개되었다. 24층에서 떨어질 정도라면 신체가 크게 훼손되어야 하는데 사진 속의 시신은 전체적으로 너무 온전한 상태였다. 또한 거리에 흘린 피도 매우 적은 수준에 그쳐 투신한 것이 아니라, 누군가에게 살해되었다는 의혹이 제기되었다.
- 발견한 사람 - 장국영의 시신은 최초 지나가던 행인이 발견하였는데 24층에서 떨어지면 엄청난 소리가 나기 때문에 근처에서 근무하던 경비나 시민들이 바로 발견했어야 하지만 아무도 눈치채지 못했다.[7]
- 당시 당학덕과의 사이 - 장국영이 투신하기 전 당학덕과 장국영이 심한 말다툼을 하는 것을 보았다는 증언이 나왔으며 그의 재산을 상속받기 위해 살해했을 것이라는 주장이 제기되었다.

## 수상 내역
- 1977년 제2회 아시아 송 콘테스트 2위
- 1982년 영화평론활동부문 남우조연상 - 실업생
- 1991년 제10회 홍콩 영화 금상장 최우수 남우주연상 - 아비정전
- 1993년 중국영화 표연예술학회 특별공헌상
- 1993년 제30회 대만 영화 금마장 최우수 영화 주제가상 - 홍안백발
- 1994년 일본 영화 평론가협회 외국영화 최우수 남우주연상 - 패왕별희
- 1994년 제1회 홍콩 영화 평론가협회 최우수 남우주연상 - 동사서독
- 1995년 홍콩영화비평가협회 최고배우상
- 1995년 홍콩영화제 최우수영화주제가상
- 2002년 연예동력대장 최우수 남우주연상 - 이도공간
- 2003년 20세기 중국 10대 문화우상 선정
- 2004년 제23회 홍콩 영화 금상장 연예광휘영항대장
- 2005년 중국영화 100주년 기념 가장 사랑받은 남자배우 1위 선정

## 가족 관계
- 아버지 장활해(張活海, 쩡웃호위)
- 어머니 반옥요(潘玉瑶, 판익이우)